# Jordan Smith
Jordan L Smith (1992) is een Engelse golfprofessional.

## Loopbaan
Jordan studeerde van 2010 tot 2014 in de Verenigde Staten en speelde college golf.
In 2012 haalde hij de halve finale bij het Engels Amateur matchplay. In 2013 won hij de Brabazon Trophy (Engels Amateur strokeplay) en werd later 7de in het Frans Amateur en 9de in het Portugees Amateur. Vanwege zijn prestaties bij het amateurtoernooien, werd hij gevraagd voor het Walker Cup-team.
In 2014 mocht Smith meedoen in het Oostenrijks Open, waar hij gedeeld 32ste werd en tevens zijn debuut maakte op de Europese PGA Tour. Zes weken later werd hij uitgenodigd voor het Russisch Open, waar hij gedeeld 38ste werd.
In 2016 behaalde hij voor het eerst zijn tourkaart op de Challenge Tour en won meteen twee toernooien. Promoveert naar de Europese Tour in 2017 en krijgt op dit hoogste niveau direct een tourkaart, omdat hij eind oktober op de eerste plaats in het klassement staat en niet meer is in te halen. De eerste vijftien krijgen een tourkaart.

## Gewonnen
Amateur
- 2013: Brabazon Trophy
- 2014: Hampshire Salver

Professional
Europese Challenge Tour
- 2016 Red Sea Egyptian Challenge
- 2016 Ras Al Khaimah Challenge

Europese PGA Tour
- 2017: European Open